# Servizio Sanitario Nazionale

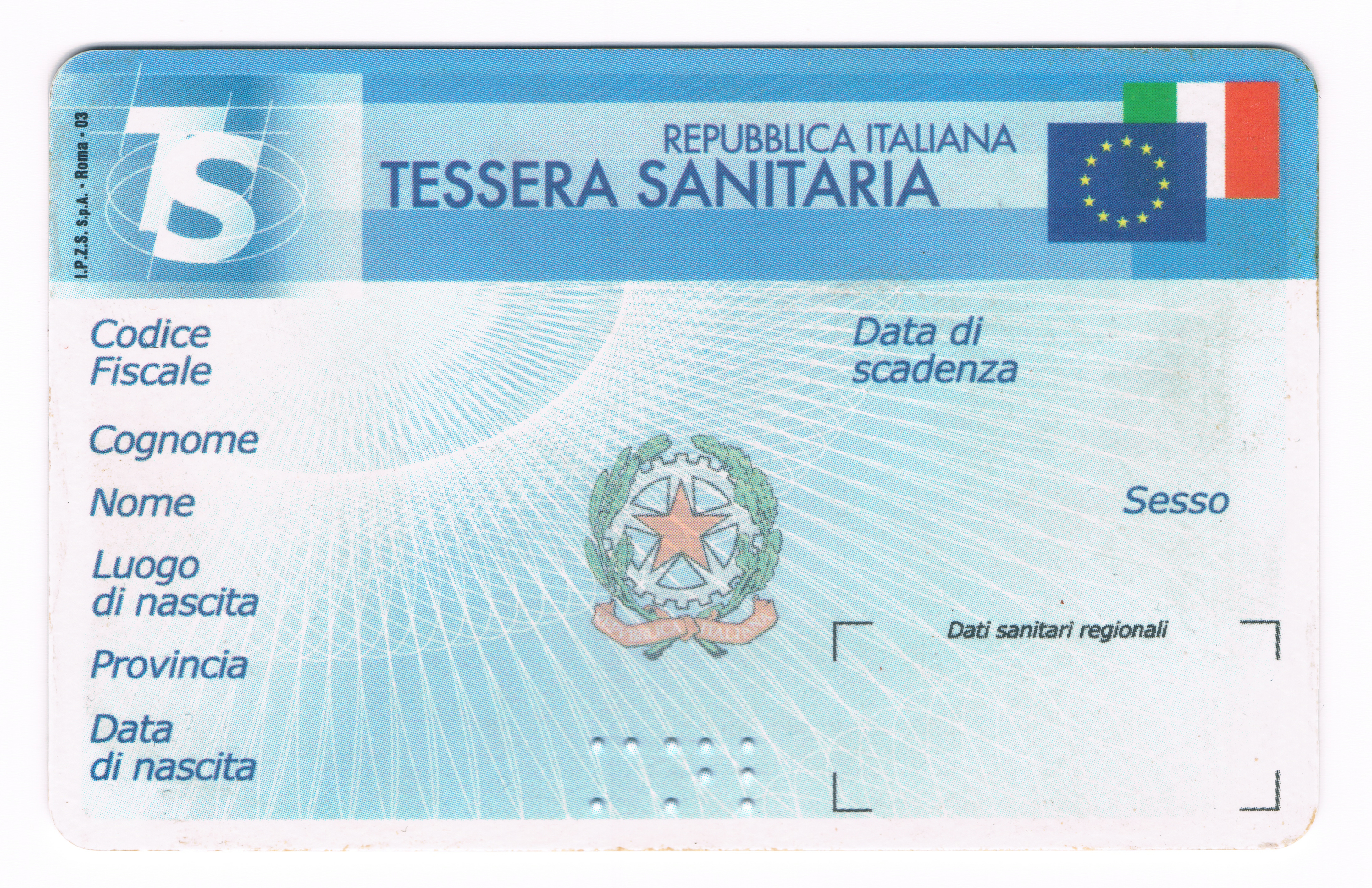
Italienische Gesundheitskarte

Der Servizio Sanitario Nazionale (SSN), deutsch: Nationaler Gesundheitsdienst, ist die Bezeichnung für das staatliche Gesundheitssystem in Italien. Er garantiert das in Artikel 32 der italienischen Verfassung festgeschriebene Recht auf Gesundheitsversorgung.

## Organisation
Trotz der Bezeichnung SSN liegt die Zuständigkeit für das Gesundheitswesen weitestgehend bei den italienischen Regionen, deren regionale Gesundheitsdienste zusammen mit staatlichen Stellen den SSN bilden. Die Grundsatzplanung des SSN und sonstige koordinierende Aufgaben übernimmt das Gesundheitsministerium in Rom.
Die regionalen Gesundheitsdienste sind in der Regel in regionalen oder örtlichen Gesundheitsbetrieben (Azienda Sanitaria) wie dem Südtiroler Sanitätsbetrieb organisiert. Private Gesundheitseinrichtungen können beim SSN akkreditiert und somit Teil des Systems werden. Hausärzte erhalten eine Kopfpauschale, zahnärztliche Leistungen müssen von den Bürgern selbst getragen werden.
Die regionale Ausprägung des SSN führt dazu, dass die Qualität der Dienstleistungen von Region zu Region sehr unterschiedlich ist. Es ist ein scharfes Nord-Süd-Gefälle zu verzeichnen, das einen starken „Gesundheitstourismus“, vor allem in Richtung Venetien, Lombardei und Emilia-Romagna verursacht.
Trotz der regionalen Unterschiede stand das Gesundheitssystem Italiens im Jahr 2000 an zweiter Stelle der Weltrangliste der Weltgesundheitsorganisation. Im Jahr 2014 stand der SSN auf einer Weltrangliste, die auf der Grundlage von Daten der Weltbank, des IWF und der WHO erstellt wurde, an dritter Stelle. Italien gibt knapp 10 Prozent seines BIP für das Gesundheitswesen aus und liegt damit im OECD-Durchschnitt. Der SSN wird vorwiegend durch Steuermittel finanziert. Hinzu kommen eigene Einnahmen der Gesundheitsbetriebe und Zuzahlungen der Patienten.

## Geschichte
Bis zur Einrichtung des SSN im Jahr 1980 basierte auch das italienische Gesundheitswesen auf privaten Krankenversicherungen und öffentlichen Krankenkassen, von denen das Istituto Nazionale per l’Assicurazione contro le Malattie (INAM) am bedeutendsten war. Das System galt als unausgewogen und lückenhaft, weil es auf Arbeitsverhältnissen und der Mitversicherung von Familienangehörigen beruhte und die Versicherungen sehr unterschiedliche Leistungen abdeckten.
Träger der Krankenhäuser waren bis 1968 vorwiegend wohltätige Organisationen. Die Krankenhäuser wurden in öffentliche Körperschaften umgewandelt und erst in die nationale und dann regionale Gesundheitsplanung einbezogen.